# Kozielice (Powiat Pyrzycki)
Kozielice (deutsch Köselitz) ist ein Dorf im Powiat Pyrzycki (Pyritzer Kreis) der polnischen Woiwodschaft Westpommern. Das Dorf ist der Verwaltungssitz der Gmina Kozielice (Gemeinde Köselitz).

## Geographische Lage
Die Ortschaft liegt in Hinterpommern,  sieben Kilometer südwestlich der Stadt Pyritz (Pyrzyce).
Drei Kilometer nördlich verläuft  die Woiwodschaftsstraße 122, die von Krajnik Dolny (Nieder Kränig) über Banie (Bahn),  Pyrzyce (Pyritz) und Dolice (Dölitz) bis nach Piasecznik (Petznick) führt. Die Landesstraße 3 (hier auch ehemalige deutsche Reichsstraße 112, heute auch Europastraße 65), die von Świnoujście (Swinemünde) bis nach Jakuszyce (Jakobsthal) an der tschechischen Grenze führt, ist über den Anschluss Mielęcin (Mellenthin) in acht Kilometern erreichbar.
Bis 1992 war Kozielice Bahnstation der Staatsbahn an der Bahnstrecke Stargard–Godków. Der Bahnverkehr wurde 1992 eingestellt, allerdings 2008 als Güterverkehrsstrecke von Stargard bis nach Kozielice reaktiviert.

## Geschichte
Im Jahre 1229 bestätigte Herzog Barnim I. dem Johanniterorden den Besitz von Köselitz, 1262 schenkte er zwei Hufen dem Augustinerkloster in Pyritz als Baugrundstück für ihr Kloster.

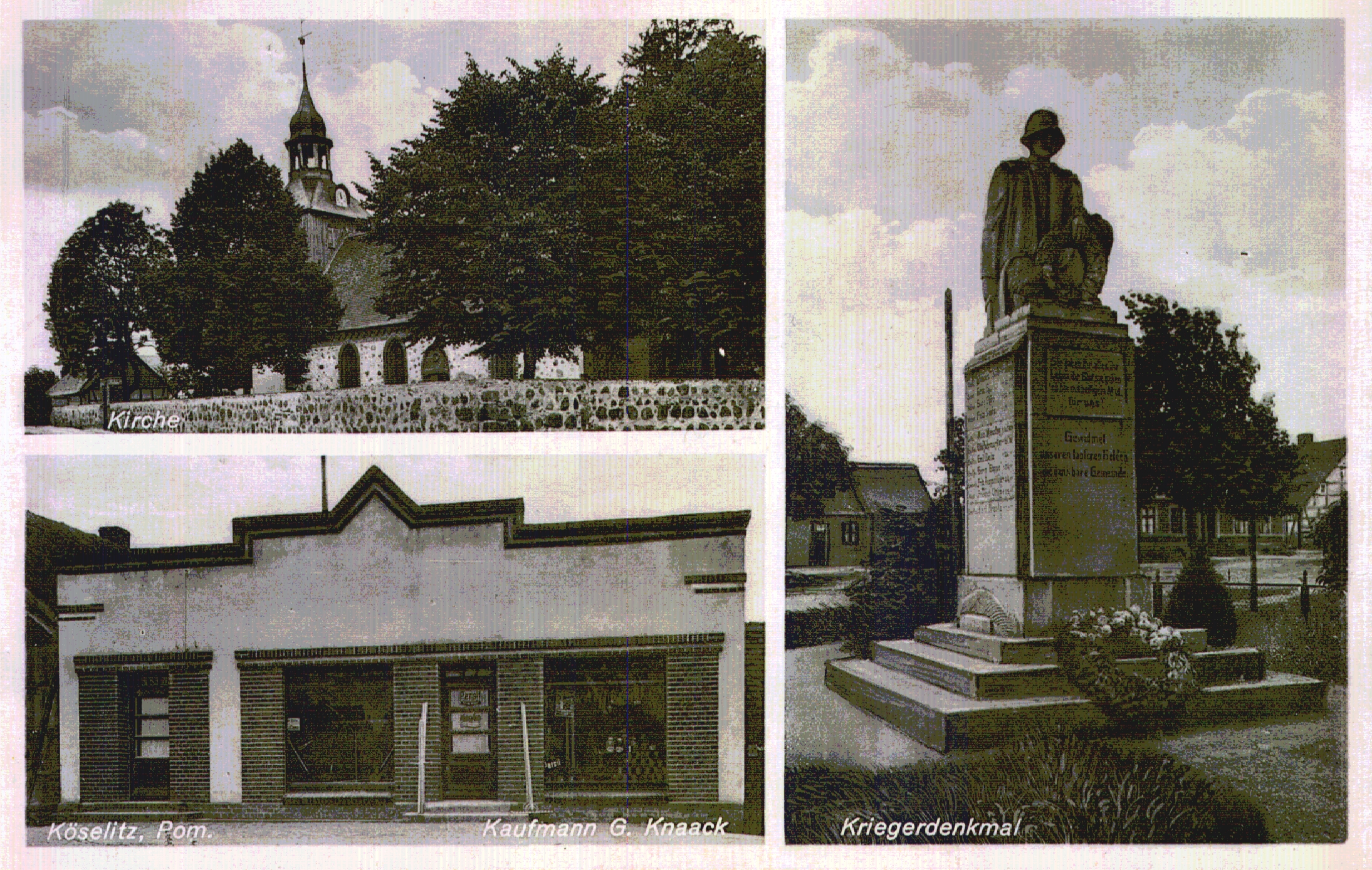
Köselitz vor 1945: Kirche, Kaufmann, Kriegerdenkmal

Bis 1945 bildete Köselitz eine Landgemeinde im Landkreis Pyritz der preußischen Provinz Pommern. Zur Gemeinde gehörten neben Köselitz die Wohnplätze Bahnhof Köselitz, Siebenschlößchen und Waldberg i. Pom.
Gegen Ende des Zweiten Weltkriegs besetzte im Frühjahr 1945 die Rote Armee die Region. Kurz darauf wurde Köselitz zusammen mit ganz Hinterpommern unter polnische Verwaltung gestellt. Das deutsche Dorf Köselitz wurde in Kozielice umbenannt. Soweit die Einwohner nicht geflohen waren, wurden sie in der darauf folgenden Zeit vertrieben.
Der Ort ist heute  Verwaltungssitz der 1983 gebildeten Gmina  Kozielice im Powiat Pyrzycki in der Woiwodschaft Westpommern (bis 1998 Woiwodschaft Stettin).

## Einwohnerzahlen
| Jahr | Ein- wohner | Anmerkungen                                                |
| ---- | ----------- | ---------------------------------------------------------- |
| 1852 | 779         | [ 2 ]                                                      |
| 1864 | 834         | [ 3 ]                                                      |
| 1867 | 850         | [ 4 ]                                                      |
| 1871 | 836         | darunter 828 Evangelische, keine Katholiken und acht Juden |
| 1925 | 818         | darunter 793 Evangelische und 15 Katholiken, keine Juden   |
| 1933 | 804         | [ 5 ]                                                      |
| 1939 | 755         | [ 5 ]                                                      |

## Kirche

### Pfarrkirche

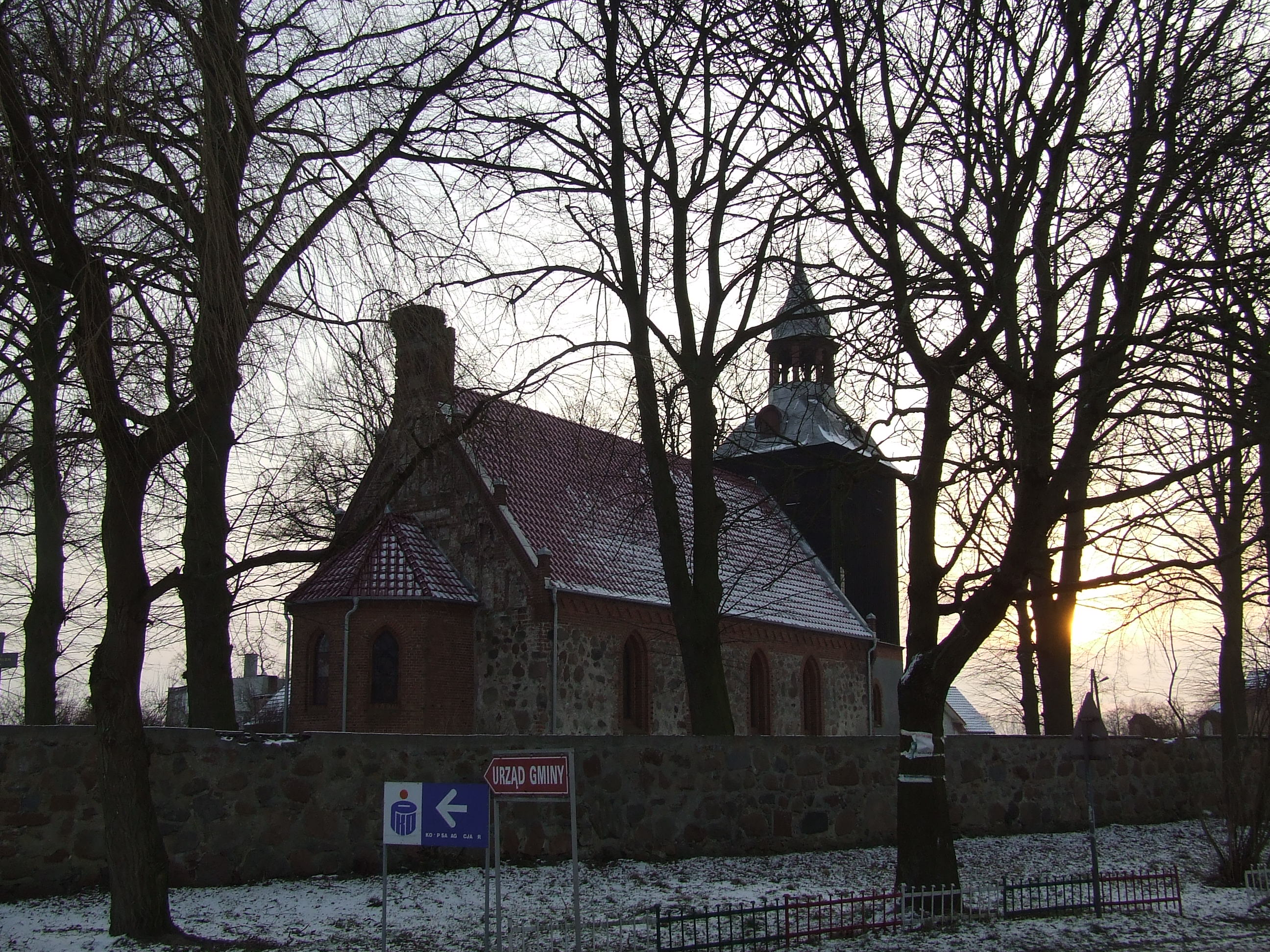
Dorfkirche (bis 1945 evangelisch).

Die Dorfkirche ist ein spätmittelalterlicher Findlingsbau. Auffallend ist die eigentümliche Maßwerksgliederung der Blenden am Ostgiebel, der teilweise durch einen Apsisanbau verdeckt wird. Der Fachwerkturm trägt eine Barockhaube. Die Inneneinrichtung stammt weitgehend aus dem 19. Jahrhundert. Seit der Reformation evangelisches Gotteshaus wurde die Kirche nach 1945 zugunsten der katholischen Kirche enteignet, die es neu weihte und den Namen Kościół pw. św. Stanisława MB verlieh.

### Kirchengemeinde
Das Kirchdorf Köselitz, in dem vor 1945 fast ausnahmslos evangelische Einwohner lebten, gehörte zum Kirchenkreis Pyritz im Westsprengel der Kirchenprovinz Pommern der Kirche der Altpreußischen Union. Eingepfarrt waren fünf Nachbarorte, unter ihnen die Filialgemeinde Naulin. Das Kirchenpatronat oblag zuletzt den staatlichen Behörden. 1940 zählte das Kirchspiel 1617 Gemeindeglieder, davon 1012 in der Muttergemeinde Köselitz.
Seit 1945 wohnen mehrheitlich katholische Kirchenglieder in Kozielice, das wieder Pfarrsitz ist und nun zum Dekanat Banie (Bahn) im Erzbistum Stettin-Cammin der Katholischen Kirche in Polen gehört. Hier lebende evangelische Kirchenglieder gehören heute zum Kirchspiel Stettin, dessen nächstgelegener Kirchort Kłodzino (Kloxin) ist, und gehört zur Diözese Breslau der Evangelisch-Augsburgischen Kirche in Polen.

### Pfarrer bis 1945
Als evangelische Geistliche waren in Köselitz tätig:
1. Georg Hertz, seit 1590
2. Joachim Sasse, 1624–1629
3. Michael Natze, 1630–1643
4. Konstantin Hillebrand, 1643–1656
5. Daniel Bruno sen., 1658–1697
6. Daniel Bruno jun., 1697–1698
7. Johann Georg Herrgesell, 1699–1706
8. Friedrich Johann Gregorius, 1707–1709
9. Daniel Arnold, 1710–1740
10. Johann Samuel Brunnemann, 1740–1757
11. Johann Wilhelm Quyde, 1758–1781
12. Georg Friedrich König, 1782–1793
13. Christian Wilhelm Auerbach, 1793–1827
14. Konstantin Bluth, 1827–1857
15. Theodor Wilhelm Hermann Quade, 1857–1859
16. Johannes Konrad Wilhelm Sachse, 1860–1886
17. August Friedrich Wilhelm Konrstädt, 1888–?
18. Otto Blessin, 1924–1928
19. Friedrich Seemann, 1930–?